# August Schütte
August Schütte (* 23. Juli 1835 in Gandersheim; † 22. April 1894 ebenda) war Kaufmann und Mitglied des Deutschen Reichstags.

## Leben
Schütte besuchte das Gymnasium in Wolfenbüttel bis 1853, wurde Kaufmann und übernahm nach längerer Tätigkeit in Braunschweig die väterliche Fabrik in Gandersheim. Allerdings gab er den Materialwarenhandel auf und
wurde Spirituosenhersteller. Er war Mitglied des Stadt-Magistrats seit 1878 und der Braunschweigischen Landesversammlung von 1882 bis 1887. 1889 errichtete er die Villa Schütte in Gandersheim.
Von 1890 bis 1893 war er Mitglied des Deutschen Reichstags für den Reichstagswahlkreis Herzogtum Braunschweig 3 (Holzminden, Gandersheim) und die Deutsche Freisinnige Partei. Seine Tochter Emilie Emma Mathilde (* 16. September 1879 in Braunschweig) heiratete 1900 den späteren Generalmajor der Reichswehr Johann Pohlmann (1871–1945).